# Bengt Ribbing (1686–1741)
Bengt Johansson Ribbing, född 7 juni 1686 i Stockholm, död 29 mars 1741 i Göteborg, var en svensk friherre och militär.

## Biografi
Bengt Ribbing föddes 1686 i Stockholm. Han var son till Johan Ribbing och Christina Maria Mörner. Ribbing blev 1 september 1703 förare vid livgardet, 20 januari 1704 sergeant vid Livgardet, 28 mars 1704 fänrik och  21 juli 1706 löjtnant. Han blev 1708 kapten vid Livdragonregementet och 11 april 1711 kapten vid Livgardet.
Som kapten vid livdragonerna följde han Karl XII till Bender och deltog i dennes försvar av Pommern. Han blev 1722 chef för Garnisonsregementet i Göteborg, tillika stadens kommendant. Han blev generalmajor 1730, landshövding i Göteborgs och Bohus län och överkommendant vid Göteborg och Bohuslänska fästningarna 1730–1741. 

### Egendom
Ribbing ägde Kobergs slott i Lagmansereds socken, som han köpte 1738.

### Familj
Ribbing gifte sig 1718 med grevinnan Ulrika Eleonora Piper (1698–1754), dotter till kungliga rådet och överstemarskalken greve Carl Piper och Christina Törnflycht. De fick tillsammans barnen landshövdingen Carl Ribbing (1718–1773) i Nylands och Tavastehus län, hovmarskalken Johan Ribbing (1719–1788), greve Fredrik Ribbing (1721–1793), Christina Ribbing (1723–1773) som var gift med generallöjtnanten och landshövdingen greve Johan Cronhielm af Flosta, majoren Ture Ribbing (1725–1790), Margareta Ribbing (född 1726), Maria Ribbing (född 1728), kaptenen Sten Ribbing (1729–1761) vid Drottningens livregemente, överstelöjtnanten Axel Ribbing (1730–1791) vid Västgötadals regemente, Charlotta Ribbing (1732–1778), Eva Ribbing, Sofia Ribbing (1735–1780) som var gift med kammarherren friherre Axel Johan Kurck, Hedvig Sofia Ribbing och majoren Conrad Ribbing (1738–1801).